# 1030. grenadirski polk (Wehrmacht)
1030. grenadirski polk (izvirno nemško 1030. Grenadier-Regiment; kratica 1030. GR) je bil pehotni polk Heera v času druge svetovne vojne.

## Zgodovina
Polk je bil ustanovljena 6. marca 1944; 11. maja istega leta je bil polk razpuščen in moštvo dodeljeno 13. tankovski diviziji.